# The Variant
«The Variant» (с англ. — «Вариант») — второй эпизод
первого сезона американского телесериала «Локи», основанного на одноимённом персонаже издания Marvel Comics. По сюжету, альтернативная версия Локи начинает работать с организацией «Управление временными изменениями» (УВИ), чтобы выследить беглого Варианта его самого. События происходят в медиафраншизе «Кинематографическая вселенная Marvel» (КВМ). Эпизод напрямую связан с фильмами франшизы. Сценарий написал создатель сериала Майкл Уолдрон, режиссёром выступила Кейт Херрон.
Том Хиддлстон вновь вернулся к роли Локи, главные роли также исполняют Гугу Мбата-Роу, Вунми Мосаку, Юджин Кордеро, Тара Стронг, Оуэн Уилсон и София Ди Мартино. Уолдрон был нанят в феврале 2019 года в качестве главного сценариста сериала, а Херрон присоединилась в августе. Съёмки сериала проходили на «Pinewood Atlanta Studios», в Атланте и Джорджии.
Эпизод «Вариант» был выпущен на стриминговом сервисе «Disney+» 16 июня 2021 года. Серия получила высокую оценку от критиков, которые, в частности, похвалили неожиданную концовку.

## Сюжет
Отряд охотников под предводительством С-20 прибывают в 1985 год в Ошкош (Висконсин). В одном из шатров ярмарки эпохи Возрождения Вариант завладевает разумом С-20, и убивает всех членов отряда её руками. После этого она забирает с собой новые заряды перезагрузки и бессознательное тело С-20. Локи присоединяется к миссии отряда организации «Управление временными изменениями» (УВИ) и отправляется на место нападения беглого варианта. Локи начинает врать о местонахождении Варианта, пытаясь договориться с Мобиусом М. Мобиусом о немедленной встрече с Хранителями времени, которые создали УВИ и «Священную линию времени». Он также просит гарантий, что его не убьют после того, как Вариант будет пойман. Понимая, что Варианта в линии нет, Мобиус приказывает охотникам перезапустить линию времени и возвращаться в УВИ.
Судья Равонна Ренслейер возражает против участия Локи, но Мобиус убеждает её дать Локи шанс. Последний изучает файлы УВИ, узнаёт о Рагнарёке в Асгарде и выдвигает теорию, согласно которой Вариант скрывается в линиях с апокалиптическими событиями, где он может остаться незамеченным со стороны организации, потому что ничто из того, что он может там делать, не изменит итог апокалипсиса. Локи и Мобиус доказывают эту догадку, посетив Помпеи в 79 году нашей эры, где Локи предупреждает местных жителей о грядущем извержении Везувия, но линия при этом не изменяется, поскольку находящиеся там люди всё равно умрут.
Используя улику, полученную в 1549 году в Экс-ан-Провансе после одной из атак Варианта, Локи и Мобиус делают вывод, что Вариант скрывается в 2050 году в Алабаме во время урагана в гипермаркете «Roxxcard». Прибыв в магазин, Мобиус и агенты УВИ попадают в засаду Варианта, который овладевает телами Охотника B-15 и других местных жителей. В то время как Локи вступает в битву с Вариантом, другие агенты находят С-20, которая говорит, что раскрыла Варианту местонахождение Хранителей времени.
Появляется Вариант, которым оказывается женская альтернативная версия Локи. Она отвергает его предложение вместе свергнуть Хранителей времени, после чего активирует и отправляет несколько украденных зарядов перезагрузки времени в различные места и точки «Священной линии времени», создавая множество новых ответвлённых временных линий и приводя УВИ в замешательство. Затем она открывает временную дверь и уходит. Локи следует за ней, игнорируя призывы Мобиуса.

## Производство

### Разработка
В сентябре 2018 года компания Marvel Studios объявила о разработке мини-сериала с участием Локи (Том Хиддлстон) из фильмов медиафраншизы «Кинематографическая вселенная Marvel» (КВМ). В ноябре генеральный директор Disney, Боб Айгер, подтвердил, что сериал о Боге Обмана находится в разработке. В августе 2019 года Кейт Херрон была нанята в качестве режиссёра. Херрон и главный сценарист мини-сериала, Майкл Уолдрон, наряду с Хиддлстоном, Кевином Файги, Луисом Д’Эспозито, Викторией Алонсо и Стивеном Бруссаром, также выступили исполнительными продюсерами.

### Сценарий
Второй эпизод получил название «The Variant» (с англ. — «Вариант»), сценарий к нему написала Элисса Карасик. В нём Локи объединяется с Мобиусом и УВИ для поимки Варианта его самого, и в итоге, когда он всё же с ним сталкивается, им оказывается женская версия Локи, роль которой исполнила София Ди Мартино. Майкл Уолдрон не стал много рассказывать о персонаже Ди Мартино, но заметил, что её появление «изменит расклад сил» в третьем эпизоде шоу. Оуэн Уилсон заявил, что Мобиус чувствует себя «преданным» после решения Локи сбежать от УВИ за Вариантом. Хиддлстон же отметил, что его персонажу «было трудно принять это решение» и добавил, что «Мобиус — это единственный человек, которому Локи впервые в жизни доверяет, и не хочет предавать это доверие».
После возвращения в УВИ Локи находит файл о событиях фильма «Тор: Рагнарёк» (2017). Узнав о гибели своего народа, он искренне расстраивается, однако впоследствии это событие даёт ему наводку, которая приводит его к искомому Варианту. Сцена в «Roxxcard» подводит зрителя к главной мысли эпизода: «Локи противостоит Локи, и каждый из них убеждён, что один умнее другого». Сам Локи желает встретиться с Хранителями Времени, в то время как Вариант имеет более чёткий план действий. Локи понимает, что проигрывает, в результате чего направляется за ним, а УВИ оказывается под ударом.
И Хиддлстон, и Уилсон отмечают, что их персонажи бросают друг другу вызов. По словам первого, Мобиус бросает Богу Обмана вызов, к которому тот «ещё не был готов». Локи и ранее сталкивался с различными противниками, демонстрирующими мощь и силу, но не интеллектуальные способности. Актёры также добавили, что дружба их персонажей упирается в информацию; Локи знает о том, «как быть Локи», а Мобиус — о УВИ, и зрители отчаянно хотят узнать об этих вещах как можно больше.

### Подбор актёров
Главные роли в эпизоде исполняют Том Хиддлстон (Локи), София Ди Мартино (Вариант), Гугу Мбата-Роу (Равонна Ренслейер), Вунми Мосаку (Охотник B-15), Юджин Кордеро (Кейси), Саша Лейн (Охотник С-20), Тара Стронг (голос Мисс Минуты) и Оуэн Уилсон (Мобиус М. Мобиус):49:49–50:29. Также в эпизоде появляется Нил Эллис (Охотник D-90), Кейт Берлант в роли девушки с ярмарки и несколько статистов, играющих прохожих, которых контролирует Вариант в «Roxxcard»: Остин Фримен (Рэнди), Люциус Бастон и Хоук Уолтс (безымянные покупатели):51:15. Херрон, будучи любителем комедий, искала комиков для включения в эпизод и обратилась к Берлант с предложением сняться в нём; Берлант согласилась и заявила, что это «звучит очень весело».

### Съёмки и визуальные эффекты

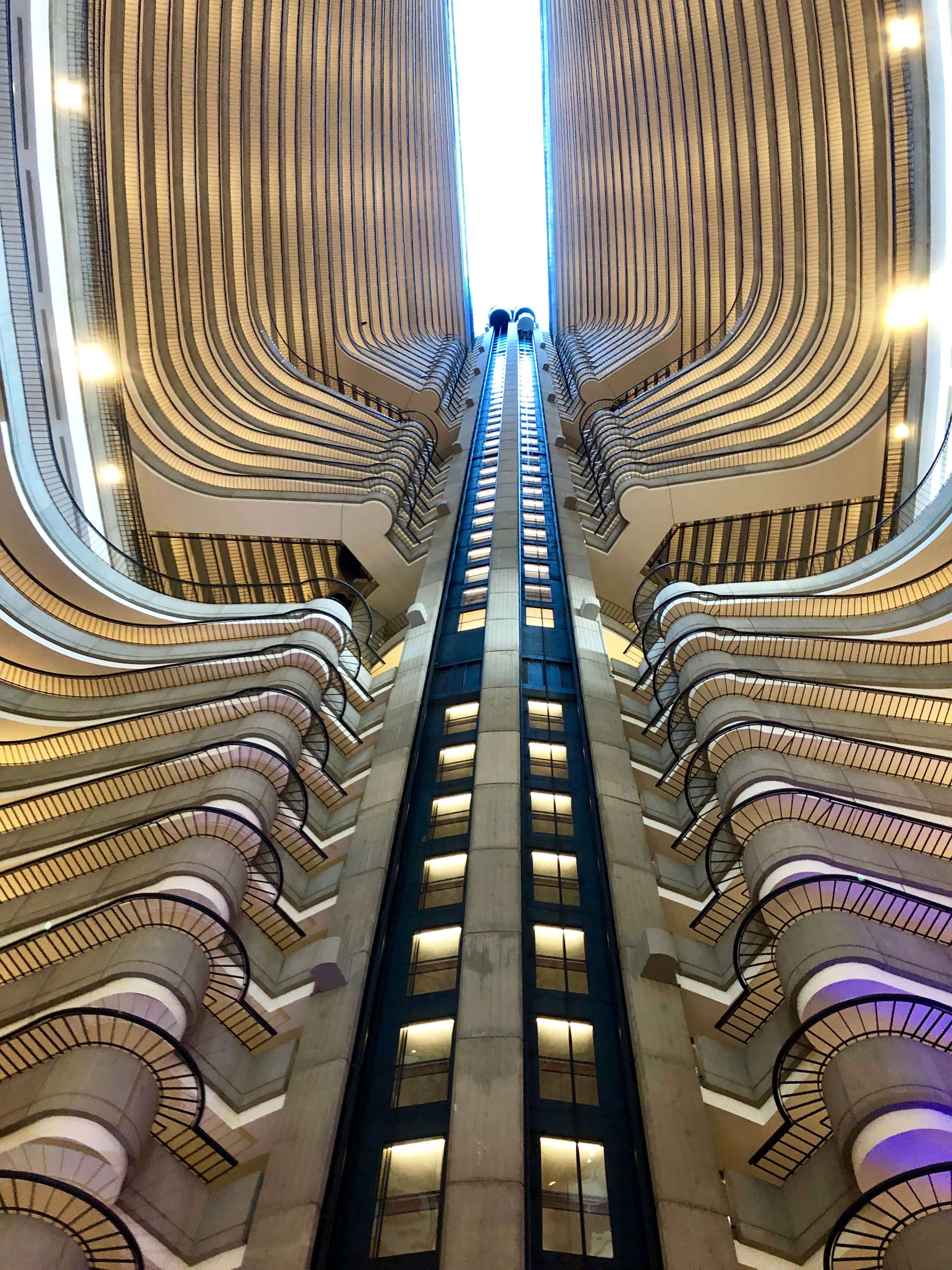
Отель Atlanta Marriott Marquis использовался в качестве локаций для съёмок сцен в «Управлении временными изменениями» (УВИ)

Съёмки проходили в павильонах студии «Pinewood Atlanta» в Атланте (штат Джорджия):9, режиссёром стала Кейт Херрон, а Отем Дюральд Аркапоу выступила в качестве оператора:2. Натурные съёмки проходили в мегаполисе Атланты. Отель Atlanta Marriott Marquis использовался для съёмок сцен в «Управлении временными изменениями» (УВИ), а в качестве локации для гипермаркета «Roxxcart» был выбран пустующий магазин в Джорджии:10. Херрон сказала, что вместе с оператором Дюральд Аркапоу, при создании сцены, в которой Локи читает файл об Асгарде, они ссылались на фильм «Семь» (1995) Дэвида Финчера; ранее Уолдрон также заявлял, что при разработке шоу они вдохновлялись работами Финчера. Херрон хотела, чтобы исторические места выглядели реалистично, а не слишком «глянцево», за исключением города Помпеи. Так, например, декорации ярмарки на тему эпохи Возрождения были сделаны «грязными», а не «блестящими», как это делали в 1980-е. Сцены в магазине «Roxxcart» должны были продемонстрировать зрителям, что «апокалипсисы на самом деле довольно ужасны», а также привлечь внимание к глобальному потеплению, которое, по сюжету серии, происходит в Алабаме уже в 2050 году. События в гипермаркете подчёркивают мрачный юмор сериала, показывая инфляцию во время конца света:10. Сцены же в Помпеях были приукрашены специально, поскольку действие происходило с точки зрения Локи, а само место было использовано лишь для того, чтобы подтвердить его теорию о местоположении Варианта.
Сцена, в которой Охотник B-15 забирает ножи у Локи перед походом в 1985 год, была отснята самой последней. По словам Вунми Мосаку, это был один из «самых напряжённых моментов на съёмочной площадке», поскольку актёрам нужно было идеально выполнить свои действия. Райан Паркер из The Hollywood Reporter заявил, что отрывок, в котором Локи наблюдает, как Вариант передаёт свои силы и разум другим людям через прикосновения, является прямой отсылкой к фильму «Падший» (1998), в котором есть похожая сцена. Мосаку отметила, что в тех моментах, когда разумом её персонажа овладевает Вариант, она [Мосаку] брала за основу игру Хиддлстона, чтобы запутать зрителей, поскольку на тот момент все ожидали, что Вариантом окажется «Классический Локи». По словам актрисы, съёмки этой сцены длились несколько дней и ночей. Перерыв в производстве, вызванный пандемией COVID-19, позволил Херрон скорректировать уже отснятые материалы, чтобы придать сериалу нужную атмосферу. Новые сцены, которые добавили уже после возобновления производства, включали в себя разговор Локи и Мобиуса о религии и, вдобавок, теорию Локи об апокалипсисах, продемонстрированную с помощью метафоры на примере салата Мобиуса.
Визуальные эффекты были созданы компаниями «Method Studios», «Crafty Apes», «Cantina Creative», «Luma Pictures», «Rodeo FX», «FuseFX» и «Rise».

### Музыка
В эпизоде звучит «Сюита № 3 ре мажор, BWV 1068» Иоганна Себастьяна Баха. По мнению Брайана Дэвидса из The Hollywood Reporter, это музыкальное произведение также является отсылкой к картине «Семь», в которой оно тоже звучало в одной из сцен. Кроме того, в серии воспроизводится «18 Morceaux, Op. 72: No. 2. Berceuse» Петра Ильича Чайковского в исполнении Клары Рокмор, играющей на терменвоксе, и её сестры, пианистки Нади Рейзенберг:52:55. Херрон и композитор сериала, Натали Холт, часто использовали терменвокс при написании саундтрека для сериала. Херрон также отметила, что музыка в шоу была частично вдохновлена фильмом «Заводной апельсин» (1971) режиссёра Стэнли Кубрика. Песня «Holding Out for a Hero» Бонни Тайлер звучит в начале эпизода; после появления в сериале песня возглавила чарт Billboard’s Top TV Songs в партнёрстве с сайтом Tunefind за июнь 2021 года. По данным MRC Data, песня набрала 4,5 миллиона прослушиваний и 4000 скачиваний.

## Премьера
Эпизод «Вариант» был выпущен на стриминговом сервисе «Disney+» 16 июня 2021 года. 26 сентября 2023 года «Вариант» вместе с остальными эпизодами первого сезона был выпущен на Ultra HD Blu-ray и Blu-ray.
После выхода эпизода Marvel анонсировала вдохновлённые этим эпизодом товары в рамках своей еженедельной акции Marvel Must Haves для каждого эпизода сериала, включая фигурки Равонны Ренслейер, Мисс Минуты и Охотника B-15 от «Funko Pops», а также фигурку Локи от «Hot Toys», одежду и аксессуары. Компания Marvel также выпустила рекламный постер к эпизоду, на котором была приведена одна из цитат Локи.

## Восприятие

### Зрительская аудитория
Компания Nielsen Media Research, измеряющая количество минут, просмотренных американской аудиторией на телевизорах, назвала «Локи» самым просматриваемым оригинальным сериалом на потоковых сервисах за неделю с 14 по 20 июня 2021 года. В сумме за вторую неделю, первый и второй эпизоды были просмотрены 886 миллионов минут, что на 21 % больше, чем на премьерной неделе.

### Реакция критиков

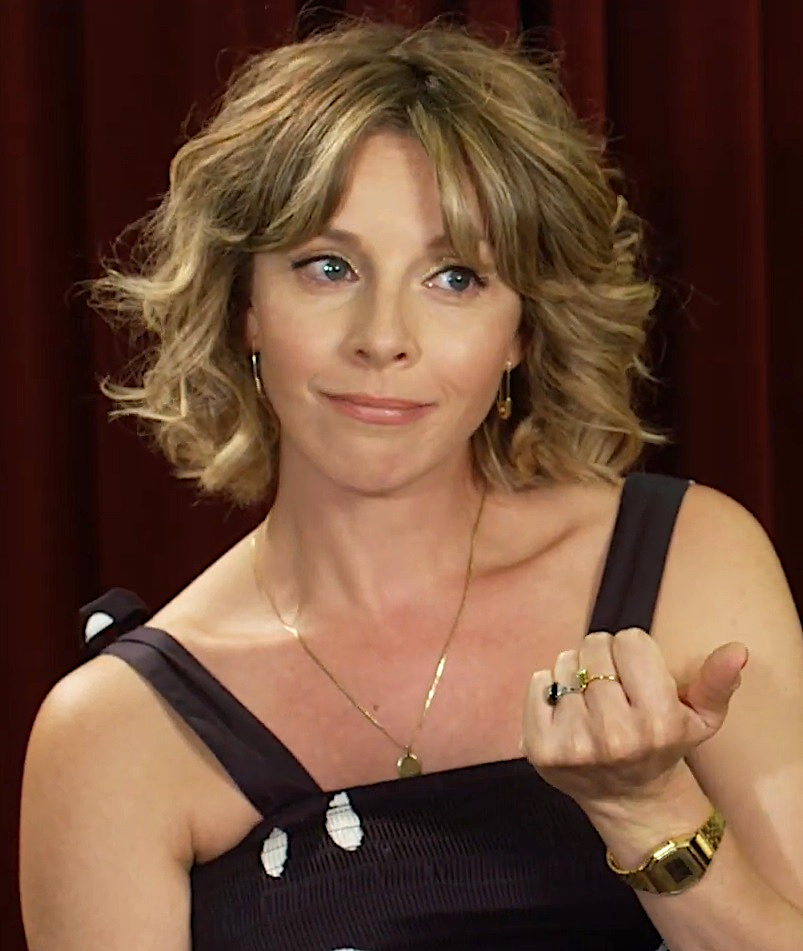
Актриса София Ди Мартино, исполнившая роль Варианта.
Фото 2021 года

На сайте-агрегаторе рецензий Rotten Tomatoes эпизоду был присвоен рейтинг 95 % на основе 39 отзывов со средней оценкой 7,1/10. Консенсус критиков гласит: «После насыщенной экспозицией премьеры немного удивительно, сколько „Варианту“ нужно сделать для завершения той самой экспозиции, но один стремительный сюжетный поворот быстро переводит историю в режим гипердрайва».
Алан Сепинуолл из Rolling Stone отметил, что после необходимой сюжетной завязки в первом эпизоде «Вариант» придает сериалу черты «полицейского шоу о путешествиях во времени». Критик заявил, что сцена в «Roxxcart» была «скорее вялой, чем напряжённой», а также подчеркнул, что дизайн УВИ стал самой запоминающейся частью всего шоу. Оценив эпизод в 7 баллов из 10, Сиддхант Адлакха из IGN заметил, что комедийные моменты сериала по-прежнему «на высоте», а драматическую составляющую назвал «полусырой». Как и Сепинуолл, он заявил, что сериал задаёт свой тон благодаря различным декорациям, костюмам и движениям актёров, сравнивая некоторые сцены, в которых Локи обучается работе в УВИ, с серией псевдодокументальных короткометражных фильмов «Команда Тора» (2016—2018). Критик также добавил, что сцены в гипермаркете «Roxxcart» «показывают, насколько ничтожна схема Локи по свержению Хранителей времени по сравнению с планом Варианта».
В своей рецензии для The Guardian критик Энди Уэлч назвал взаимодействие Хиддлстона и Уилсона «самой сильной стороной» сериала, отметив, что их «отношения в кошки-мышки» напоминают действия Фрэнка Абигнейла-младшего и Карла Хэнрэтти из фильма «Поймай меня, если сможешь» (2002). Кэролайн Сиде из The A.V. Club поставила эпизоду оценку «B+» и посчитала «забавным», что именно мини-сериал «Сокол и Зимний солдат» ранее описывали как «шоу про друзей-полицейских», тогда как это описание больше подходит для «Локи», поскольку у Хиддлстона и Уилсона была «более интересная динамика». По мнению Кэролайн, раскрытие Ди Мартино подтвердило, что сериал будет полон поворотов, а факт того, что её персонаж разрушает «Священную линию времени», стал «захватывающим клиффхэнгером», который показал, что сериал ещё не раскрыл настоящих героев или злодеев. Лорен Морган из Entertainment Weekly подытожила: «Второй эпизод по-прежнему сильно нагружен экспозицией, что немного беспокоит, так как в сериале всего шесть эпизодов, но сюрприз в конце серии обещает запустить сюжет на полную мощность».

## Комментарии
1. ↑  События фильма «Тор: Рагнарёк» (2017).
2. ↑  В отчёте УВИ по данному событию указывается, что Рагнарёк в Асгарде является апокалипсисом 7 класса, истребившим цивилизацию и уничтожившим 9 719 асгардцев[2].
3. ↑  События эпизода «Славная миссия».
4. ↑  В отчёте УВИ по данному событию указывается, что ураган в Алабаме является апокалипсисом 10 класса, в результате урагана погибло 10 835 человек, при этом сама планета осталась цела[2].